# Citi Open
A Citi Open (korábbi nevén Legg Mason Tennis Classic), 2022-től Washington Open minden év július–augusztusában megrendezett tenisztorna férfiak és nők számára Washingtonban. Mindkét nemnél 32 játékos indulhat a főtáblán.
A férfiak viadala az ATP World Tour 500 Series tornák közé tartozik, összdíjazása 1 546 590 euró. Az első tornát 1969-ben tartották meg. 1986-ig salakon játszották a mérkőzéseket, ezt követően tértek át a kemény borításra.
A női torna 2020-ig International kategóriájú volt, 2021-től a WTA 250 tornák közé tartozott, 2023-tól WTA500 kategóriájú. Összdíjazása 1 282 151 amerikai dollár. A hölgyek első versenyére 2011-ben került sor a Washington közelében található College Parkban, akkor még a férfiak versenyétől elkülönülten, önálló eseményként.
A férfitorna elnevezése 1994-től 2011-ig Legg Mason Tennis Classic volt, 2012-ben azonban a Citigroup lett a főszponzor, amely az előző esztendőben már a nők viadalát is támogatta. Ennek köszönhetően a két eseményt egyesítették, s a hölgyek tornáját is átköltöztették Washingtonba, a William H.G. Fitzgerald Teniszcentrumba.

## Döntők

### Férfi egyes
| Év   | Győztes                                     | Ellenfél a döntőben                         | Eredmény a döntőben                         |
| ---- | ------------------------------------------- | ------------------------------------------- | ------------------------------------------- |
| 2024 | Sebastian Korda                             | Flavio Cobolli                              | 4–6, 6–2, 6–0                               |
| 2023 | Daniel Evans                                | Tallon Griekspoor                           | 7–5, 6–3                                    |
| 2022 | Nick Kyrgios (2)                            | Yoshihito Nishioka                          | 6–4, 6–3                                    |
| 2021 | Jannik Sinner                               | Mackenzie McDonald                          | 7–5, 4–6, 7–5                               |
| 2020 | Nem rendezték meg a Covid-19 járvány miatt. | Nem rendezték meg a Covid-19 járvány miatt. | Nem rendezték meg a Covid-19 járvány miatt. |
| 2019 | Nick Kyrgios                                | Danyiil Medvegyev                           | 7–6(6), 7–6(4)                              |
| 2018 | Alexander Zverev                            | Alex de Minaur                              | 6–2, 6–4                                    |
| 2017 | Alexander Zverev                            | Kevin Anderson                              | 6–4, 6–4                                    |
| 2016 | Gaël Monfils                                | Ivo Karlović                                | 5–7, 7–6(6), 6–4                            |
| 2015 | Nisikori Kei                                | John Isner                                  | 4–6, 6–4, 6–4                               |
| 2014 | Miloš Raonić                                | Vasek Pospisil                              | 6–1, 6–4                                    |
| 2013 | Juan Martín del Potro                       | John Isner                                  | 3–6, 6–1, 6–2                               |
| 2012 | Olekszandr Dolhopolov                       | Tommy Haas                                  | 6–7(7), 6–4, 6–1                            |
| 2011 | Radek Štěpánek                              | Gaël Monfils                                | 6–4, 6–4                                    |
| 2010 | David Nalbandian                            | Márkosz Pagdatísz                           | 6–2, 7–6(4)                                 |
| 2009 | Juan Martín del Potro                       | Andy Roddick                                | 3–6, 7–5, 7–6(6)                            |
| 2008 | Juan Martín del Potro                       | Viktor Troicki                              | 6–3, 6–3                                    |
| 2007 | Andy Roddick                                | John Isner                                  | 6–4, 7–6(4)                                 |
| 2006 | Arnaud Clément                              | Andy Murray                                 | 7–6(3), 6–2                                 |
| 2005 | Andy Roddick                                | James Blake                                 | 7–5, 6–3                                    |
| 2004 | Lleyton Hewitt                              | Gilles Müller                               | 6–3, 6–4                                    |
| 2003 | Tim Henman                                  | Fernando González                           | 6–3, 6–4                                    |
| 2002 | James Blake                                 | Pharadon Szricsaphan                        | 1–6, 7–6(5), 6–4                            |
| 2001 | Andy Roddick                                | Sjeng Schalken                              | 6–2, 6–3                                    |
| 2000 | Àlex Corretja                               | Andre Agassi                                | 6–2, 6–3                                    |
| 1999 | Andre Agassi                                | Jevgenyij Kafelnyikov                       | 7–6(3), 6–1                                 |
| 1998 | Andre Agassi                                | Scott Draper                                | 6–2, 6–0                                    |
| 1997 | Michael Chang                               | Petr Korda                                  | 5–7, 6–2, 6–1                               |
| 1996 | Michael Chang                               | Wayne Ferreira                              | 6–2, 6–4                                    |
| 1995 | Andre Agassi                                | Stefan Edberg                               | 6–4, 2–6, 7–5                               |
| 1994 | Stefan Edberg                               | Jason Stoltenberg                           | 6–4, 6–2                                    |
| 1993 | Amos Mansdorf                               | Todd Martin                                 | 7–6(3), 7–5                                 |
| 1992 | Petr Korda                                  | Henrik Holm                                 | 6–4, 6–4                                    |
| 1991 | Andre Agassi                                | Petr Korda                                  | 6–3, 6–4                                    |
| 1990 | Andre Agassi                                | Jim Grabb                                   | 6–1, 6–4                                    |
| 1989 | Tim Mayotte                                 | Brad Gilbert                                | 3–6, 6–4, 7–5                               |
| 1988 | Jimmy Connors                               | Andrés Gómez                                | 6–1, 6–4                                    |
| 1987 | Ivan Lendl                                  | Brad Gilbert                                | 6–1, 6–0                                    |
| 1986 | Karel Nováček                               | Thierry Tulasne                             | 6–1, 7–6                                    |
| 1985 | Yannick Noah                                | Martín Jaite                                | 6–4, 6–3                                    |
| 1984 | Andrés Gómez                                | Aaron Krickstein                            | 6–2, 6–2                                    |
| 1983 | José-Luis Clerc                             | Jimmy Arias                                 | 6–3, 3–6, 6–0                               |
| 1982 | Ivan Lendl                                  | Jimmy Arias                                 | 6–3, 6–3                                    |
| 1981 | José-Luis Clerc                             | Guillermo Vilas                             | 7–5, 6–2                                    |
| 1980 | Brian Gottfried                             | José-Luis Clerc                             | 7–5, 4–6, 6–4                               |
| 1979 | Guillermo Vilas                             | Víctor Pecci                                | 7–6, 7–6                                    |
| 1978 | Jimmy Connors                               | Eddie Dibbs                                 | 7–5, 7–5                                    |
| 1977 | Guillermo Vilas                             | Brian Gottfried                             | 6–4, 7–5                                    |
| 1976 | Jimmy Connors                               | Raúl Ramírez                                | 6–2, 6–4                                    |
| 1975 | Guillermo Vilas                             | Harold Solomon                              | 6–1, 6–3                                    |
| 1974 | Harold Solomon                              | Guillermo Vilas                             | 1–6, 6–3, 6–4                               |
| 1973 | Arthur Ashe                                 | Tom Okker                                   | 6–4, 6–2                                    |
| 1972 | Tony Roche                                  | Marty Riessen                               | 3–6, 7–6, 6–4                               |
| 1971 | Ken Rosewall                                | Marty Riessen                               | 6–2, 7–5, 6–1                               |
| 1970 | Cliff Richey                                | Arthur Ashe                                 | 7–5, 6–2, 6–1                               |
| 1969 | Thomas Koch                                 | Arthur Ashe                                 | 7–5, 9–7, 4–6, 2–6, 6–4                     |

### Női egyes
| Év                | Győztes                                    | Ellenfél a döntőben                        | Eredmény a döntőben                        |
| ----------------- | ------------------------------------------ | ------------------------------------------ | ------------------------------------------ |
| 2025              | Leylah Fernandez                           | Anna Kalinszkaja                           | 6–1, 6–2                                   |
| 2024              | Paula Badosa                               | Marie Bouzková                             | 6–1, 4–6, 6–4                              |
| 2023              | Cori Gauff                                 | María Szákari                              | 6–2, 6–3                                   |
| ↑ WTA 500 torna ↑ |                                            |                                            |                                            |
| 2022              | Ljudmila Szamszonova                       | Kaia Kanepi                                | 4–6, 6–3, 6–3                              |
| ↑ WTA 250 torna ↑ |                                            |                                            |                                            |
| 2021              | Nem rendezték meg a Covid19-járvány miatt. | Nem rendezték meg a Covid19-járvány miatt. | Nem rendezték meg a Covid19-járvány miatt. |
| 2020              | Nem rendezték meg a Covid19-járvány miatt. | Nem rendezték meg a Covid19-járvány miatt. | Nem rendezték meg a Covid19-járvány miatt. |
| 2019              | Jessica Pegula                             | Camila Giorgi                              | 6–2, 6–2                                   |
| 2018              | Szvetlana Kuznyecova                       | Donna Vekić                                | 4–6, 7–6(7), 6–2                           |
| 2017              | Jekatyerina Makarova                       | Julia Görges                               | 3-6, 7-6(2), 6-0                           |
| 2016              | Yanina Wickmayer                           | Lauren Davis                               | 6–4, 6–2                                   |
| 2015              | Sloane Stephens                            | Anasztaszija Pavljucsenkova                | 6–1, 6–2                                   |
| 2014              | Szvetlana Kuznyecova                       | Nara Kurumi                                | 6–3, 4–6, 6–4                              |
| 2013              | Magdaléna Rybáriková                       | Andrea Petković                            | 6–4, 7–6(2)                                |
| 2012              | Magdaléna Rybáriková                       | Anasztaszija Pavljucsenkova                | 6–1, 6–1                                   |
| 2011              | Nagyja Petrova                             | Sahar Peér                                 | 7–5, 6–2                                   |

### Férfi páros
| Év   | Győztesek                                 | Ellenfelek a döntőben                     | Eredmény a döntőben                       |
| ---- | ----------------------------------------- | ----------------------------------------- | ----------------------------------------- |
| 2024 | Nathaniel Lammons Jackson Withrow         | Rafael Matos Marcelo Melo                 | 7–5, 6–3                                  |
| 2023 | Máximo González Andrés Molteni            | Mackenzie McDonald Ben Shelton            | 6–7, 6–2, [10-8]                          |
| 2022 | Nick Kyrgios Jack Sock                    | Ivan Dodig Austin Krajicek                | 7–5, 6–4                                  |
| 2021 | Raven Klaasen (2) Ben McLachlan           | Neal Skupski Michael Venus                | 7–6(4), 6–4                               |
| 2020 | Nem rendezték meg a Covid19-járvány miatt | Nem rendezték meg a Covid19-járvány miatt | Nem rendezték meg a Covid19-járvány miatt |
| 2019 | Raven Klaasen Michael Venus               | Jean-Julien Rojer Horia Tecău             | 3–6, 6–3, [10–2]                          |
| 2018 | Jamie Murray Bruno Soares                 | Mike Bryan Édouard Roger-Vasselin         | 3–6, 6–3, [10–4]                          |
| 2017 | Henri Kontinen John Peers                 | Łukasz Kubot Marcelo Melo                 | 7–6(5), 6–4                               |
| 2016 | Daniel Nestor Édouard Roger-Vasselin      | Łukasz Kubot Alexander Peya               | 7–6(3), 7–6(4)                            |
| 2015 | Bob Bryan Mike Bryan                      | Ivan Dodig Marcelo Melo                   | 6–4, 6–2                                  |
| 2014 | Jean-Julien Rojer Horia Tecău             | Sam Groth Lijendar Pedzs                  | 7–5, 6–4                                  |
| 2013 | Julien Benneteau Nenad Zimonjić           | Mardy Fish Radek Štěpánek                 | 7–6(5), 7–5                               |
| 2012 | Treat Conrad Huey Dominic Inglot          | Kevin Anderson Sam Querrey                | 7–6(7), 6–7(9), [10–5]                    |
| 2011 | Michaël Llodra Nenad Zimonjić             | Robert Lindstedt Horia Tecău              | 6–7(3), 7–6(6), [10–7]                    |
| 2010 | Mardy Fish Mark Knowles                   | Tomáš Berdych Radek Štěpánek              | 4–6, 7–6(7), [10–7]                       |
| 2009 | Martin Damm Robert Lindstedt              | Mariusz Fyrstenberg Marcin Matkowski      | 7–5, 7–6                                  |
| 2008 | Marc Gicquel Robert Lindstedt             | Bruno Soares Kevin Ullyett                | 7–6, 6–3                                  |
| 2007 | Bob Bryan Mike Bryan                      | Jónátán Erlich Andi Rám                   | 7–6, 3–6, [10–7]                          |
| 2006 | Bob Bryan Mike Bryan                      | Paul Hanley Kevin Ullyett                 | 6–3, 5–7, [10–3]                          |
| 2005 | Bob Bryan Mike Bryan                      | Wayne Black Kevin Ullyett                 | 6–4, 6–2                                  |
| 2004 | Chris Haggard Robbie Koenig               | Travis Parrott Dmitrij Turszunov          | 7–6, 6–1                                  |
| 2003 | Jevgenyij Kafelnyikov Sargis Sargsian     | Chris Haggard Paul Hanley                 | 7–5, 4–6, 6–2                             |
| 2002 | Wayne Black Kevin Ullyett                 | Bob Bryan Mike Bryan                      | 3–6, 6–3, 7–5                             |
| 2001 | Martin Damm David Prinosil                | Bob Bryan Mike Bryan                      | 7–6, 6–3                                  |
| 2000 | Alex O'Brien Jared Palmer                 | Andre Agassi Sargis Sargsian              | 7–5, 6–1                                  |
| 1999 | Justin Gimelstob Sébastien Lareau         | David Adams John-Laffnie de Jager         | 7–5, 6–7, 6–3                             |
| 1998 | Grant Stafford Kevin Ullyett              | Wayne Ferreira Patrick Galbraith          | 6–2, 6–4                                  |
| 1997 | Luke Jensen Murphy Jensen                 | Neville Godwin Fernon Wibier              | 6–4, 6–4                                  |
| 1996 | Grant Connell Scott Davis                 | Doug Flach Chris Woodruff                 | 7–6, 3–6, 6–3                             |
| 1995 | Olivier Delaître Jeff Tarango             | Petr Korda Cyril Suk                      | 1–6, 6–3, 6–2                             |
| 1994 | Grant Connell Patrick Galbraith           | Jonas Björkman Jakob Hlasek               | 6–4, 4–6, 6–3                             |
| 1993 | Byron Black Rick Leach                    | Grant Connell Patrick Galbraith           | 6–4, 7–5                                  |
| 1992 | Bret Garnett Jared Palmer                 | Ken Flach Todd Witsken                    | 6–2, 6–3                                  |
| 1991 | Scott Davis David Pate                    | Ken Flach Robert Seguso                   | 6–4, 6–2                                  |
| 1990 | Grant Connell Glenn Michibata             | Jorge Lozano Todd Witsken                 | 6–3, 6–7, 6–2                             |
| 1989 | Neil Broad Gary Muller                    | Jim Grabb Patrick McEnroe                 | 6–7, 7–6, 6–4                             |
| 1988 | Rick Leach Jim Pugh                       | Jorge Lozano Todd Witsken                 | 6–3, 6–7, 6–2                             |
| 1987 | Gary Donnelly Peter Fleming               | Laurie Warder Blaine Willenborg           | 6–2, 7–6                                  |
| 1986 | Hans Gildemeister Andrés Gómez            | Ricardo Acioly Cesar Kist                 | 6–3, 7–5                                  |
| 1985 | Hans Gildemeister Victor Pecci            | David Graham Taróczy Balázs               | 6–3, 1–6, 6–4                             |
| 1984 | Pavel Složil Ferdi Taygan                 | Drew Gitlin Blaine Willenborg             | 7–6, 6–1                                  |
| 1983 | Mark Dickson Cassio Motta                 | Paul McNamee Ferdi Taygan                 | 6–2, 1–6, 6–4                             |
| 1982 | Raúl Ramírez Van Winitsky                 | Hans Gildemeister Andrés Gómez            | 7–5, 7–6                                  |
| 1981 | Raúl Ramírez Van Winitsky                 | Pavel Složil Ferdi Taygan                 | 5–7, 7–6, 7–6                             |
| 1980 | Hans Gildemeister Andrés Gómez            | Gene Mayer Sandy Mayer                    | 6–4, 7–5                                  |
| 1979 | Marty Riessen Sherwood Stewart            | Brian Gottfried Raúl Ramírez              | 2–6, 6–3, 6–4                             |
| 1978 | Arthur Ashe Bob Hewitt                    | Fred McNair Raúl Ramírez                  | 6–3, 6–4                                  |
| 1977 | John Alexander Phil Dent                  | Fred McNair Sherwood Stewart              | 7–5, 7–5                                  |
| 1976 | Brian Gottfried Raúl Ramírez              | Arthur Ashe Jimmy Connors                 | 6–3, 6–3                                  |
| 1975 | Robert Lutz Stan Smith                    | Brian Gottfried Raúl Ramírez              | 7–5, 2–6, 6–1                             |
| 1974 | Tom Gorman Marty Riessen                  | Patricio Cornejo Jaime Fillol             | 7–5, 6–1                                  |
| 1973 | Ross Case Geoff Masters                   | Dick Crealy Andrew Pattison               | 2–6, 6–1, 6–4                             |
| 1972 | Tom Okker Marty Riessen                   | John Newcombe Tony Roche                  | 3–6, 6–3, 6–2                             |
| 1971 | Tom Okker Marty Riessen                   | Bob Carmichael Ray Ruffels                | 7–6, 6–2                                  |
| 1970 | Bob Hewitt Frew McMillan                  | Ilie Năstase Ion Ţiriac                   | 7–5, 6–0                                  |
| 1969 | Patricio Cornejo Jaime Fillol             | Robert Lutz Stan Smith                    | 4–6, 6–1, 6–4                             |

### Női páros
| Év                | Győztes                                    | Ellenfelek a döntőben                      | Eredmény a döntőben                        |
| ----------------- | ------------------------------------------ | ------------------------------------------ | ------------------------------------------ |
| 2025              | Taylor Townsend Csang Suaj                 | Caroline Dolehide Sofia Kenin              | 6–1, 6–1                                   |
| 2024              | Asia Muhammad Taylor Townsend              | Csiang Hszin-jü Vu Fang-hszien             | 7–6(0), 6–3                                |
| 2023              | Laura Siegemund Vera Zvonarjova            | Alexa Guarachi Monica Niculescu            | 6–4, 6–4                                   |
| ↑ WTA 500 torna ↑ |                                            |                                            |                                            |
| 2022              | Jessica Pegula Erin Routliffe              | Anna Kalinszkaja Catherine McNally         | 6–3, 5–7, [12–10]                          |
| ↑ WTA 250 torna ↑ |                                            |                                            |                                            |
| 2021              | Nem rendezték meg a Covid19-járvány miatt. | Nem rendezték meg a Covid19-járvány miatt. | Nem rendezték meg a Covid19-járvány miatt. |
| 2020              | Nem rendezték meg a Covid19-járvány miatt. | Nem rendezték meg a Covid19-járvány miatt. | Nem rendezték meg a Covid19-járvány miatt. |
| 2019              | Cori Gauff Caty McNally                    | Maria Sanchez Stollár Fanny                | 6–2, 6–2                                   |
| 2018              | Han Hszin-jün Darija Jurak                 | Alexa Guarachi Erin Routliffe              | 6–3, 6–2                                   |
| 2017              | Aojama Súko Renata Voráčová                | Eugenie Bouchard Sloane Stephens           | 6–3, 6–2                                   |
| 2016              | Monica Niculescu Yanina Wickmayer          | Aojama Súko Ozaki Risza                    | 6–4, 6–3                                   |
| 2015              | Belinda Bencic Kristina Mladenovic         | Lara Arruabarrena Vecino Andreja Klepač    | 7–5, 7–6(7)                                |
| 2014              | Aojama Súko Gabriela Dabrowski             | Kuwata Hiroko Nara Kurumi                  | 6–3, 6–3                                   |
| 2013              | Aojama Súko Vera Dusevina                  | Eugenie Bouchard Taylor Townsend           | 6–3, 6–3                                   |
| 2012              | Aojama Súko Csang Kaj-csen                 | Irina Falconi Chanelle Scheepers           | 7–5, 6–2                                   |
| 2011              | Szánija Mirza Jaroszlava Svedova           | Volha Havarcova Alla Kudrjavceva           | 6–3, 6–3                                   |